# George William Mundelein
George William Mundelein (New York, 2 luglio 1872 – Mundelein, 2 ottobre 1939) è stato un cardinale e arcivescovo cattolico statunitense.

## Biografia
Nacque a New York il 2 luglio 1872. Fu vescovo ausiliare di Brooklyn e, dal 1915 alla morte, arcivescovo di Chicago.
Papa Pio XI lo elevò al rango di cardinale presbitero nel concistoro del 24 marzo 1924, con il titolo cardinalizio di Santa Maria del Popolo. Ebbe risonanza in campo internazionale la sua feroce presa di posizione contro il Nazismo, per cui nel 1937 Mundelein definì Hitler "un imbianchino austriaco e per giunta inetto"; in seguito alle vibranti proteste tedesche la Santa Sede rispose circa l'inopportunità dei toni usati dal cardinale statunitense ma facendo attenzione a non smentirlo.. Il vescovo fu elogiato dal papa Pio XI per le sue parole contro Hitler.
Morì il 2 ottobre 1939 all'età di 67 anni.

## Genealogia episcopale e successione apostolica
La genealogia episcopale è:
- Cardinale Scipione Rebiba
- Cardinale Giulio Antonio Santori
- Cardinale Girolamo Bernerio, O.P.
- Arcivescovo Galeazzo Sanvitale
- Cardinale Ludovico Ludovisi
- Cardinale Luigi Caetani
- Cardinale Ulderico Carpegna
- Cardinale Paluzzo Paluzzi Altieri degli Albertoni
- Cardinale Gaspare Carpegna
- Cardinale Fabrizio Paolucci
- Cardinale Francesco Barberini
- Cardinale Annibale Albani
- Cardinale Federico Marcello Lante Montefeltro della Rovere
- Vescovo Charles Walmesley, O.S.B.
- Arcivescovo John Carroll
- Cardinale Jean-Louis Anne Madelain Lefebvre de Cheverus
- Arcivescovo Ambrose Maréchal, P.S.S.
- Vescovo John Dubois, P.S.S.
- Arcivescovo John Joseph Hughes
- Cardinale John McCloskey
- Arcivescovo Michael Augustine Corrigan
- Vescovo Charles Edward McDonnell
- Cardinale George William Mundelein

La successione apostolica è:
- Arcivescovo Edward Francis Hoban (1921)
- Vescovo James Aloysius Griffin (1924)
- Vescovo Francis Clement Kelley (1924)
- Arcivescovo John Francis Noll (1925)
- Arcivescovo Bernard James Sheil (1928)
- Arcivescovo Joseph Henry Leo Schlarman (1930)
- Vescovo Stanislaus Vincent Bona (1932)
- Vescovo William David O'Brien (1934)
- Arcivescovo Gerald Thomas Bergan (1934)
- Vescovo William Richard Griffin (1935)
- Vescovo Henry Ambrose Pinger, O.F.M. (1937)